# Elyra brevivittalis
Elyra brevivittalis är en fjärilsart som beskrevs av Moore 1867. Elyra brevivittalis ingår i släktet Elyra och familjen nattflyn. Inga underarter finns listade i Catalogue of Life.